# Popowia cauliflora
Popowia cauliflora Chipp – gatunek rośliny z rodziny flaszowcowatych (Annonaceae Juss.). Występuje naturalnie w południowej części Nigerii, Kamerunie, Gwinei Równikowej, Gabonie, Kongo oraz Demokratycznej Republice Konga. 

## Morfologia
PokrójZimozielone i zdrewniałe liany. Młode pędy są owłosione.
LiścieMają kształt od podłużnie eliptycznego do podłużnie odwrotnie jajowatego. Mierzą 9–20,5 cm długości oraz 3–7,5 cm szerokości. Nasada liścia jest zaokrąglona. Blaszka liściowa jest o tępym wierzchołku. Ogonek liściowy jest owłosiony i dorasta do 5–12 mm długości.
KwiatySą pojedyncze, rozwijają się w kątach pędów. Działki kielicha mają trójkątnie owalny kształt, są owłosione i dorastają do 9 mm długości. Płatki mają kształt od trójkątnego do owalnego i osiągają do 3–10 mm długości. Kwiaty mają 50–60 owłosionych owocolistków o jajowatym kształcie i długości 1–2 mm.
OwocePojedyncze mają elipsoidalny kształt, zebrane w owoc zbiorowy. Są osadzone na szypułkach. Osiągają 10–13 mm długości.

## Biologia i ekologia
Rośnie w wilgotnych i gęstych lasach.